# El Mastranto Sur
El Mastranto Sur är en ort i Mexiko.   Den ligger i kommunen San Felipe och delstaten Guanajuato, i den centrala delen av landet, 300 km nordväst om huvudstaden Mexico City. El Mastranto Sur ligger 2 087 meter över havet och antalet invånare är 155.
Terrängen runt El Mastranto Sur är platt åt sydost, men åt nordväst är den kuperad. Runt El Mastranto Sur är det ganska glesbefolkat, med 31 invånare per kvadratkilometer. Närmaste större samhälle är San Felipe, 9,5 km norr om El Mastranto Sur. Trakten runt El Mastranto Sur består i huvudsak av gräsmarker.